# Смілка липка
Смілка липка (Silene viscosa) — вид рослин з родини гвоздичних (Caryophyllaceae); зростає у Європі й помірній Азії.

## Опис
Однорічна чи дворічна рослина 30–80 см. Чашечки трубчасті, 14–19 мм завдовжки, з тупими зубцями. Пелюстки білуваті або зеленуваті, 22–25 мм завдовжки, без придатків. Коробочки подовжено-яйцеподібні, 10–12 мм завдовжки. Стебло густо-залозисте, липке. Листки протилежні, стеблові, рясні; листова пластина вузько ланцетна, з цілим хвилясто-зморшкуватим краєм. Суцвіття довге, циліндричне, рясноквіте.

## Поширення
Поширений у Європі крім заходу й у помірній Азії.
В Україні вид зростає на відкритих місцях, степах — у Лісостепу, Степу та північному Криму, спорадично.